# Narke
Genre
Narke est un genre de raies ayant une forme de torpille. Ce sont des raies électriques.

## Liste des espèces
- Narke capensis (Gmelin, 1789)
- Narke dipterygia (Bloch et Schneider, 1801)
- Narke japonica (Temminck & Schlegel, 1850)